# MAD JAMIE
MAD JAMIE（マッド・ジェイミー）は、日本の女性パンク・ロック・アイドル。5人組アイドルグループとして2021年にデビューし、2023年3月に活動を終了。同年5月よりメンバーの感情線あくびのソロプロジェクトとして再始動し活動している。
キミイロプロジェクトを手がけるLOHIVE所属で、同グループから派生している。国内での活動の他、ヨーロッパツアーを行うなど海外にも積極的に進出している。

## 来歴
2020年、LOHIVE所属のアイドルグループキミイロプロジェクトが解体、再編され同年8月にデビューした4つのグループの1つである「MAD VIOLET」を前身とする。
「渋谷区宇田川発IDOL PUNK ROCK」をコンセプトに掲げる5人組アイドルグループとして2021年に活動を開始。ファンの総称は「Jamie」（媒体によっては「JAMIE」）。
2021年から2022年にかけて2度の東名阪ツアーを開催し、そのうち2度目のツアー『NOT YET TOUR "MAD PARADE"』開催中の2021年12月13日をもってメンバーのハレン・チユキが卒業。
2023年1月24日、同年3月7日のライブをもってグループ活動を終了することを発表。渋谷チェルシーホテルでワンマンライブ『BEAUTIFUL MAD DAYS -LAST BATTLE-』を開催し、同日をもって4人体制での活動を終了した。
2023年4月1日、グループ再始動を発表。初めはメンバー編成を伏せていたが、新曲「NONFICTION」のミュージックビデオ公開などを通して活動終了時のメンバー感情線あくびによるソロプロジェクトとなることが明かされた。5月16日のワンマンライブ『FUCK FOREVER』（恵比寿LIQUIDROOM）で活動を再開。同ライブは初のバンドセットでのライブとなり、バンドメンバーとして金川卓矢（Dr.）、shohei（Ba.）、KNOTman（サウンドプロデューサー／Mani.）と特別参加のyuji（Gt.／元SuG）が参加している。
2023年7月にはスウェーデン最大級のカルチャーフェスNärCon Sommar 2023に出演した。
2024年には10月のZepp Shinjukuワンマンライブに向けた企画「Fxxkin' Project」を展開した。第1弾企画として1月26日から2月21日まで27日連続ライヴ「The 27 Dayz」を開催。これは同企画開催直前に26歳を迎えた感情線あくびが、「ロック・スターは27歳で死ぬ」というジンクス「27クラブ」に対抗し「27歳へ向けて、27日間駆け抜けて、死なないロック・スターになるんだ」という決意を込めたものである。
第2弾企画として、2024年4月29日から30日の2日間、結成3周年を記念したサーキットイベント『TOKYO FUCK CITY』を開催。
第3弾企画として2024年5月3日から18日（現地時間）にはノルウェー・スウェーデン・イタリアの3か国計7公演からなるヨーロッパツアー『MAD JAMIE Europa Tour 2024』を開催した。
2024年10月7日、Zepp Shinjukuにてソロ初となるワンマンライブ『All need is Fxxk!!!』を開催した。

## 評価
ライターのSHIBAは、グループ活動時代の楽曲について「激しいロックナンバーもポップなナンバーも重い割に鮮明なベースライン、抜けてくるドラムの音と重低音がしっかりした中でエッジの効いたギターが鳴る。生バンドを彷彿させる音像の中で4人の各者各様な歌声がはっきりとメロディに乗ってくる。」と評している。
ライターのヤコウリュウジは、グループについて「攻撃的で激しいロックサウンドが特徴」とし、レイジ・アゲインスト・ザ・マシーンやニルヴァーナ、マイナー・スレットのジャケットをオマージュしていることを指摘している。感情線あくびはMAD JAMIEの活動を始めてから教えてもらったアーティストの中で「いちばん心が震えた」のがレイジ・アゲインスト・ザ・マシーンであると語っている。
また、ヤコウは感情線あくびのソロプロジェクトとなって初のフル・アルバム『THIS is NONFICTION』について「激しいパンクロックやロックはもちろんのこと、これまで以上にあくびの歌心へフォーカスしたポップチューンや壮大なバラードまで並んでおり、現状維持では満足しない彼女のスタンスが投影されていると言っていいだろう」と評している。
ライターの山口哲生は、同アルバムについて「あくびの内面をさらに掘り下げた言葉が綴られた『baby star』や『幸せになるほど僕は不安になっていく』といった、広いステージが自ずと目に浮かぶミディアム・ナンバーも閉じ込められていて、未来への期待も膨らむ1枚」と評している。

## 年譜

### 2021年
- 4月29日 – デビューライブ（東京・渋谷チェルシーホテル）[要出典]
- 11月30日 – 東名阪ツアー『NOT YET TOUR "MAD PARADE"』初日（東京・下北沢SHELTER）[8]
- 12月13日 – ハレン・チユキが卒業[8]

### 2022年
- 2月26日 – 東名阪ツアー『NOT YET TOUR "MAD PARADE"』愛知公演（名古屋・CLUB 3STAR IMAIKE）[8]

### 2023年
- 1月24日 – グループ活動の終了を発表[7]。
- 3月7日 – ワンマンライブ『BEAUTIFUL MAD DAYS -LAST BATTLE-』をもって活動終了[7]。
- 5月16日 – ワンマンライブ『FUCK FOREVER』（東京・LIQUIDROOM）にて、感情線あくびのソロプロジェクトとして再始動[5]。
- 7月28日～29日 – NärCon Sommar 2023（英語版）（スウェーデン）に出演[4][13]。
- 11月〜12月 – 『TOKYO RELEASE TOUR "THIS is NONFICTION"』[6]
  - 12月27日 – ツアーファイナル（渋谷CLUB QUATTRO
- 12月27日 – アルバム『THIS is NONFICTION』リリース[6]

### 2024年
- 1月26日〜2月21日 – 27日連続ライヴ「The 27 Dayz」[2]
- 4月29日～30日 – サーキットイベント『TOKYO FUCK CITY』[2]
  - 4月29日 – 新宿 club SCIENCE・Shinjuku HEIST
  - 4月30日 – 渋谷 CLUB QUATTRO・渋谷チェルシーホテル
- 5月3日～5月18日 – 『MAD JAMIE Europa Tour 2024』[10]
  - 5月3日 – Sub Scene（ノルウェー・オスロ）
  - 5月4日 – Markens blues, Vinger Blues & Rock（ノルウェー・コングスビンゲル（英語版））
  - 5月7日 – KLUBBfestivalen, Slottsstallarna（スウェーデン・ベクショー）
  - 5月9日 – Kodachicon, Polhemsskolan（スウェーデン・ルンド）
  - 5月10日 – Kodachicon, Polhemsskolan（スウェーデン・ルンド）
  - 5月18日Fumetto Festival（イタリア・ミラノ）
  - 5月18日 – Monster Fest, Nemiex（イタリア・ミラノ）
- 10月7日 – ワンマンライブ『All need is Fxxk!!!』（東京・Zepp Shinjuku）[2]

## メンバー

### 現メンバー
| 名前         | ふりがな              | 出身   | 活動期間    |
| ------------ | --------------------- | ------ | ----------- |
| 感情線あくび | かんじょうせん あくび | 愛知県 | 2021年4月 - |

### 旧メンバー
| 名前             | ふりがな      | 出身         | 活動期間               |
| ---------------- | ------------- | ------------ | ---------------------- |
| ハレン・チユキ   | -             | -            | 2021年4月 - 2021年12月 |
| 榮倉ウニ         | えいくら うに | 熊本県       | 2021年4月 - 2023年3月  |
| 鈴木ルナチ       | すずき るなち | 神奈川県     | 2021年4月 - 2023年3月  |
| サキ・パニョール | -             | 大阪府天王寺 | 2021年4月 - 2023年3月  |

## ディスコグラフィー
公式サイトのディスコグラフィー参照。

### アルバム
| #   | タイトル              | 作詞 | 作曲・編曲 |
| --- | --------------------- | ---- | ---------- |
| 1.  | 「Livehouse (e) na」  |      |            |
| 2.  | 「夏の夜が…」         |      |            |
| 3.  | 「ヨルニジ」          |      |            |
| 4.  | 「Shout the fuck up」 |      |            |
| 5.  | 「Catch my life」     |      |            |
| 6.  | 「セブスタ」          |      |            |
| 7.  | 「クルソダ」          |      |            |
| 8.  | 「金返せ」            |      |            |
| 9.  | 「FUCK FOREVER」      |      |            |
| 10. | 「LAST DANCE」        |      |            |

| #   | タイトル                               | 作詞 | 作曲・編曲 |
| --- | -------------------------------------- | ---- | ---------- |
| 1.  | 「FXXK YOU VERY MUCH」                 |      |            |
| 2.  | 「BUREIKŌ」                            |      |            |
| 3.  | 「Catch my life」                      |      |            |
| 4.  | 「べろべろばー」                       |      |            |
| 5.  | 「Fight for Freedom」                  |      |            |
| 6.  | 「NONFICTION」                         |      |            |
| 7.  | 「Blue Orange」                        |      |            |
| 8.  | 「NO TIME TO DIE」                     |      |            |
| 9.  | 「show more」                          |      |            |
| 10. | 「愛があふれて殺したいくらいだ」       |      |            |
| 11. | 「baby star」                          |      |            |
| 12. | 「FUCK FOREVER」                       |      |            |
| 13. | 「Over the moon」                      |      |            |
| 14. | 「幸せになるほど僕は不安になっていく」 |      |            |

### シングル & EP
| No. | タイトル                               | リリース日    | 収録曲                                                  |
| --- | -------------------------------------- | ------------- | ------------------------------------------------------- |
| 1   | マイペンライ                           | 2021年7月28日 | 1. マイペンライ 2. No Regret 3. 124days 4. ジャパニティ |
| 2   | JAMIE’s FLAG                           | 2022年1月31日 | 1. JAMIE’s FLAG 2. MONSTER HATE 3. Kawaii is Fuck!!     |
| 3   | BUREIKŌ                                | 2022年2月28日 | BUREIKŌ                                                 |
| 4   | それになんの価値があんだよ             | 2022年3月31日 | それになんの価値があんだよ                              |
| 5   | TOMORROW                               | 2022年4月30日 | TOMORROW                                                |
| 6   | MAKUAKE / 愛があふれて殺したいくらいだ | 2022年8月1日  | 1. MAKUAKE 2. 愛があふれて殺したいくらいだ              |
| 7   | DUiDUi NOW (feat. パンチ丸)            | 2022年9月7日  | DUiDUi NOW (feat. パンチ丸)                             |
| 8   | NONFICTION                             | 2023年4月15日 | NONFICTION                                              |
| 9   | Over the moon                          | 2023年5月17日 | Over the moon                                           |
| 10  | show more                              | 2023年5月22日 | show more                                               |
| 11  | NO TIME TO DIE                         | 2023年5月27日 | NO TIME TO DIE                                          |
| 12  | FXXK YOU VERY MUCH                     | 2023年10月4日 | FXXK YOU VERY MUCH                                      |
| 13  | Fight for Freedom                      | 2023年10月4日 | Fight for Freedom                                       |